# キャメルマート
キャメルマートは、岩手県に本社を置いていた日本のボランタリー・チェーンのコンビニエンスストアである。運営会社は2004年に事業撤退し商標権を放棄している。

## 概要

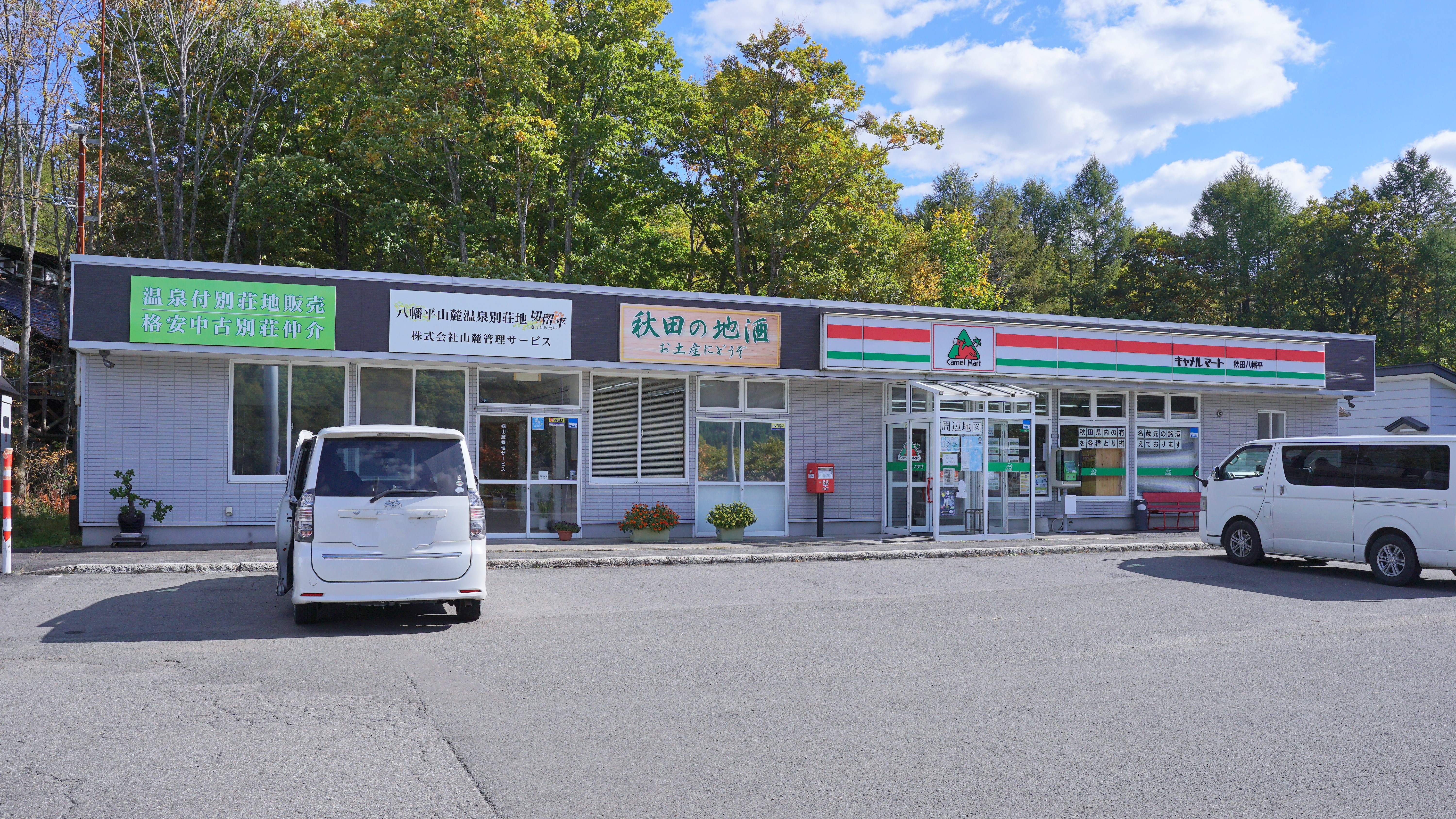
2023年時点で現存する唯一の店舗である秋田八幡平店（鹿角市）

最盛期は岩手県を中心に秋田県・山形県・青森県に店舗網を拡げ、1997年（平成9年）3月には82店舗を展開していた。
キャメルマートの運営母体である盛岡酒類商業協同組合は1948年（昭和23年）11月に約450人が合計1230万円出資して協同組合を設立。
協同組合に加盟する店舗の活性化の為、1972年（昭和47年）11月に組合内にコンビニエンス研究部会を設置し、岩手県で初めてのコンビニエンスストアとして1973年（昭和48年）12月20日に岩手県岩手郡雫石町に1号店のキャメルマート福田店を開店。
1983年（昭和58年）4月16日に大手チェーンの進出に対抗するため、株式会社キャメルマートジャパンを設立。
1989年（平成元年）9月に日本のコンビニエンスストアで初めて日本電信電話の料金受入代行サービスを開始。
1998年（平成10年）8月に新社屋である本部センターが完成。創業メンバーである当時の大坊忠社長にとってこれは夢の一つだった。
2000年（平成10年）6月30日に運営母体である盛岡酒類商業協同組合が倒産。同年初旬から返済が出来なくなり、負債総額が約10億円にまで拡大していた。2004年（平成10年）11月30日にファミリーマートに盛岡地区の9店を譲渡。ファミリーマートは同年7月2日に盛岡市に岩手県1号店を開店しており、物流センターを設け多店舗展開を図ろうとしている最中であった。
同年で本部が事業撤退した際に商標権を放棄したため、加盟店の一部は、「キャメルマート」の店名を維持したまま営業を続け、「キャメルマート秋田八幡平」は2023年（令和5年）4月時点で最後の「キャメルマート」として営業を継続している。
加盟店の中にはファミリーマートではなく、全日食チェーンに加盟した店舗もある。
結果として、「店舗数45店、合計売上高63億7000万円を20世紀末には200店、300億円、本部利益1億円にする」という「SAP（サップ）‐20計画」は失敗に終わった。

## サービス
キャメルマートはサービス4原則（Friendly・Cleanliness・Fresh・Quality）を掲げ、積極的に新たなサービスに挑戦していた。

### キャメルカード
1991年（平成3年）6月に直営店でキャメルカードというポイントカードを試験導入し、1992年（平成4年）4月には新しいキャメルカードを試験稼動させた。
買った金額がそのままポイントになり、5000ポイント貯める度に50円の割引券が付き、7冊貯めると500円の割引券が貰えるというシステムだった。ポイントを貯めるだけでは無く、ホテル・ニッポンレンタカーの割引や利用者の中から抽選で現金が当たる宝くじもあった。

### キャメル便
2000年（平成12年）5月にキャメル便として宅配サービスを開始。カタログから商品を選び（店内の扱っている商品でも出来る場合あり）電話で注文。3000円以上で無料で、3000円未満は利用料として200円掛かった。
しかしながら、導入したもののあまり定着しなかった。

### その他
主なサービスとして電話料金受入代行サービス、バイクの自賠責保険取次ぎ、各種切符販売、インストア米飯・惣菜・ベーカリー販売など多様に行っていた。

## 沿革
- 1948年（昭和23年）11月[7] - 約450人が合計1230万円出資して盛岡酒類商業協同組合を設立[8]。
- 1972年（昭和47年）11月 - 盛岡酒類商業協同組合にコンビニエンス研究部会を設置[1]。
- 1973年（昭和48年）12月20日 - 岩手県岩手郡雫石町に1号店のキャメルマート福田店を開店[11]。
- 1983年（昭和58年）4月16日 - 株式会社キャメルマートジャパンを設立[1]。
- 1988年（昭和63年）
  - 5月 - EOS発注システムの運用を開始[広報 1]。
  - 10月 - 日配商品の共同発送を開始[広報 1]。
- 1989年（平成元年）
  - 1月 - レジホンPOSシステムの導入を開始[広報 1]。
  - 9月 - 日本電信電話の料金受入代行サービスを開始[広報 1]。
- 1990年（平成2年）12月 - 秋田県に出店開始[広報 1]。
- 1991年（平成3年）
  - 3月 - 山形県に出店開始[広報 1]。
  - 6月 - 研修センターとなる直営店を開設[広報 1]。JR券・航空券等・きっぷの宅配サービスを開始[広報 1]。
  - 9月 - 食品･菓子・雑貨の共同配送事業を開始[広報 1]。
- 1992年（平成4年）
  - 4月 - 新キャメルカードシステムの試験稼動を開始[広報 1]。
  - 7月 - レジホンマネージャーシステムの運用を開始[広報 1]。
  - 7月 - 青森県に出店開始。[要出典]
- 1994年（平成6年）7月 - 50店舗突破[広報 1]。
- 1995年（平成7年）
  - 4月 - インストア米飯・惣菜の試験販売を開始[広報 1]。
  - 6月 - 韓国眞露ベストア社とのコンビニエンスストア運営ノウハウ提供契約締結。
  - 10月 - 株式会社ボランタリーマーチャンダイジングネットワークへ資本参加[広報 1]。
  - 12月 - 60店舗突破。[要出典]
- 1996年（平成8年）
  - 3月 - プライベートブランドの米飯販売開始及び米飯専用物流を開始[広報 1]。
  - 7月 - 70店舗突破。[要出典]
  - 10月 - 有限会社キャメルベンチャーサービスを設立[広報 1]。
  - 11月 - PC-POSシステムの導入を開始[広報 1]。
- 1997年（平成9年）
  - 3月 - インストアベーカリーの試験販売を開始[広報 1]。
- 1998年（平成10年）
  - 8月 - 本部センターが完成[広報 1]。
  - 9月 - 自動販売機のフルサポートサービスを開始[広報 1]。
- 1999年（平成11年）
  - 4月 - 酒類MD共同仕入機構を開始[広報 1]。
  - 9月 - VMN物流を開始[広報 1]。
- 2000年（平成12年）
  - 4月 - インストア米飯・惣菜店舗「菜彩倶楽部」の展開を開始[広報 1]。収納代金サービスを拡充[広報 1]。
  - 5月 - 宅配サービス「キャメル便」を開始[広報 1]。
- 2004年（平成16年）11月30日[14] - 盛岡地区の9店を譲渡[15]。
- 2017年（平成29年）11月 - 個人経営にて営業を続けていた「キャメルマート いへい」が閉店。これにより、創業地である岩手県からキャメルマートが完全に消滅。[要出典]残るのは秋田県の1店舗のみとなった[6]。

## 店舗数
| 1983年3月  | 8店  |
| 1984年3月  | 12店 |
| 1985年3月  | 13店 |
| 1986年11月 | 17店 |
| 1993年7月  | 45店 |
| 1994年3月  | 51店 |
| 1995年3月  | 61店 |
| 1996年3月  | 76店 |
| 1997年3月  | 82店 |
| 2023年4月  | 1店  |

## マスコットキャラクター

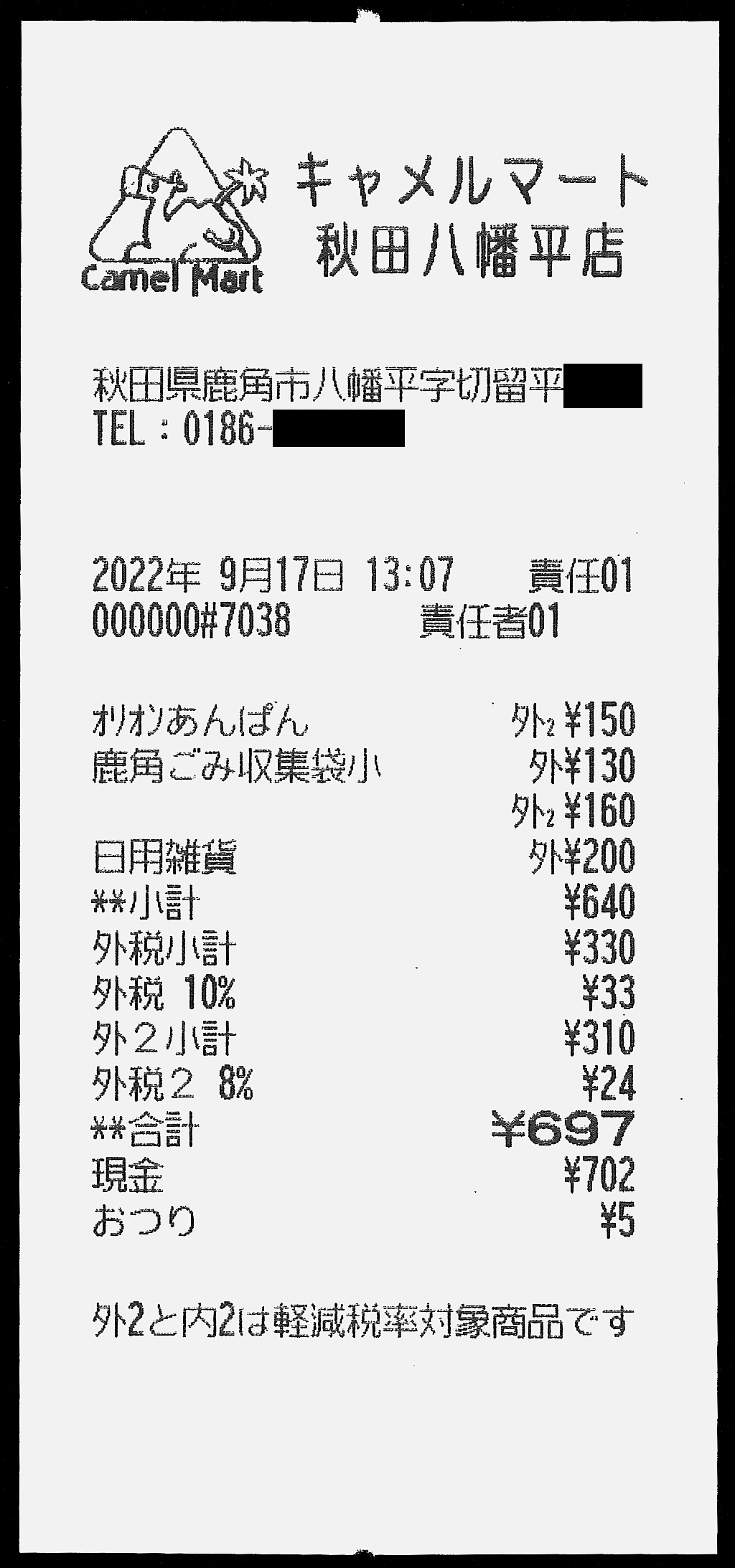
キャラクタの描かれたレシート

キャメルマートにはマスコットキャラクターがおり、らくだの「らっくん」を始め、宴会星人・ ハラペコ星人・トコ夏星人・春咲星人がいた。

### 広報など1次資料
1. 1 2 3 4 5 6 7 8 9 10 11 12 13 14 15 16 17 18 19 20 21 22 23 24 25 26 27 28 29 30 31 32 33 34 35 36 37  会社概要
2. ↑  営業財産の一部譲受けに関するお知らせ 2004年8月11日 ファミリーマート[リンク切れ]
3. ↑  キャメルマート サービス4原則
4. ↑  キャメルマート キャメルカード
5. ↑  キャメルマート キャメル便
6. ↑  キャメルマート らっくんの楽しい仲間たち[リンク切れ]